# Eddy Finé
Eddy Finé (* 20. November 1997 in Herbeys) ist ein französischer Radrennfahrer, der vorrangig auf der Straße aktiv ist.

## Sportlicher Werdegang
Seine Karriere im Radsport begann Finé im Cyclocross. 2015 wurde er nationaler Meister bei den Junioren, ab der Saison 2015/2016 startete er in der U23 regelmäßig im Weltcup und bei nationalen und internationalen Meisterschaften. 2018/2019 erzielte er im U23-Weltcup in Bern als Zweiter seine beste Platzierung. In derselben Saison wurde er französischer Vizemeister in der U23. Mit seinem Verein Charvieu Chavagneux Isère Cyclisme nahm er bis dahin nur vereinzelt an Straßenradrennen teil.
2019 wechselte Finé zum Veloclub Villefranche Beaujolais, mit dem er vermehrt auf der Straße aktiv war. Bei der Tour du Jura Cycliste verpasste er als Etappenzweiter noch knapp seinen ersten Sieg bei einem internationalen Rennen, machte aber auch durch den fünften Gesamtrang auf sich aufmerksam. Den ersten Sieg seiner Karriere erzielte er zwei Monate später mit dem Gewinn der dritten Etappe der Tour de Savoie Mont-Blanc.
Nach seinen Ergebnissen erhielt Finé noch im selben Jahr die Möglichkeit, als Stagiaire für das Team Cofidis zu fahren, und wurde zur Saison 2020 fest in das UCI WorldTeam übernommen. Damit verbunden reduzierte er seine Aktivität im Cyclocross auf wenige Rennen im Jahr. Das bisher (Stand 2024) wertvollste Ergebnis für das Team Cofidis war der vierte Platz bei Tro Bro Leon 2023. 2024 musste er die Saison vorzeitig abbrechen, nachdem bei ihm eine Endofibrose (Stenose der Beckenarterie) diagnostiziert wurde und er operiert werden musste.

## Erfolge
2015
- französischer Junioren-Meister – Cyclocross

2019
- eine Etappe Tour de Savoie Mont-Blanc

## Grand Tour-Platzierungen
| Grand Tour            | 2021 | 2022 | 2023 | 2024 |
| --------------------- | ---- | ---- | ---- | ---- |
| Giro d’ItaliaGiro     | –    | –    | –    | –    |
| Tour de FranceTour    | –    | –    | –    | –    |
| Vuelta a EspañaVuelta | 98   | –    | –    | –    |